# Cyathostoma lari
Espèce
Synonymes
- Trichonema lari (Blanchard, 1849)
- Calcaronema lari (Blanchard, 1849)
- Hovorkonema lari (Blanchard, 1849)

Cyathostoma lari est une espèce de nématodes de la famille des Syngamidae et parasite d'oiseaux.

## Hôtes
Cyathostoma lari parasite l'Épervier d'Europe (Accipiter nisus), la Buse variable (Buteo buteo), le Faucon crécerelle (Falco tinnunculus), le Goéland argenté (Larus argentatus) et la Mouette rieuse (Chroicocephalus ridibundus).

## Taxinomie
L'espèce est décrite en 1849 par le zoologiste français Émile Blanchard.